# Ronnie Van Zant
Ronnie Van Zant (Jacksonville, Florida, 1948. január 15. – Gillsburg, Mississippi, 1977. október 20.) amerikai énekes, dalszövegíró. Alapító tagja a Lynyrd Skynyrd rockzenekarnak.

## Korai évek
Ronald Wayne "Ronnie" Van Zant 1948 január 15-én született Jacksonville-ben Florida államban. Szülei, Lacy Van Zant (1915–2004) és Marion Van Zant (1929–2000).

## Lynyrd Skynyrd
1964 nyarán három tinédzser, Ronnie Van Zant (ének), Allen Collins (gitár) és Gary Rossington (gitár) alapította az együttest, majd Leon Wilkeson basszusgitáros és Bob Burns dobos csatlakozásával felvették a Noble Five nevet.1965-től, amikor a basszusgitáros posztra Larry Junstrom csatlakozott, a My Backyard nevet használták. Van Zant 1970-ben határozta el az újabb névváltoztatást, mérlegelték a The Noble Five név visszavételét és a One Percent nevet is. Végül gimnáziumi (Robert E. Lee Highschool)tornatanáruk, Leonard Skinner nevét választották, aki nem igazán szerette a hosszú hajú rockereket. Ekkor még így írták, de Skinnerrel később baráti kapcsolat alakult ki, ezért 1972-ben a nevet a hasonlóan ejtendő Lynyrd Skynyrd írásúra változtatták.

## Halála
1977. október 20-án repülőbalesetben a csapat három tagja (Ronnie Van Zant, Steve Gaines és nővére, Cassie Gaines vokalista) életét vesztette, a többiek pedig súlyosan megsérültek. Ekkor abbahagyták a közös zenélést, a tagok külön próbálkoztak (The Rossington-Collins Band, The Artimus Pyle Band, The Allen Collins Band).

## Fordítás
- Ez a szócikk részben vagy egészben  a   Ronnie Van Zant című angol Wikipédia-szócikk fordításán alapul.  Az eredeti cikk szerkesztőit annak laptörténete sorolja fel. Ez a jelzés csupán a megfogalmazás eredetét és a szerzői jogokat jelzi, nem szolgál a cikkben szereplő információk forrásmegjelöléseként.